# Chiesa di San Francesco d'Assisi (Alcamo)
La chiesa di San Francesco d'Assisi è una chiesa in stile seicentesco dedicata a San Francesco d'Assisi e ubicata nella città di Alcamo, in provincia di Trapani. È proprietà del Fondo Edifici di Culto (FEC).

## Storia
Sebbene secondo la tradizione storiografica la chiesa fu costruita tra il 1224 e il 1226 dal Beato Angelo Tancredi da Rieti, compagno di san Francesco, il documento di acquisizione della chiesa da parte della provincia siciliana, bollato da papa Clemente VI, risale al 1348.
Tra il 1379 e il 1380 subì un rifacimento.
A partire dal XVI secolo, la chiesa di San Francesco d'Assisi diede il nome ad uno dei quartieri più antichi di Alcamo assieme agli altri tre quartieri di San Giacomo de Spada, San Calogero e Maggiore Chiesa.
La chiesa su soggetta ad un secondo rifacimento tra il 1608 e il 1648, periodo durante il quale venne prima demolita e poi ricostruita. In questo periodo venne inoltre ricostruito il convento annesso alla chiesa. Venne poi ingrandita e abbellita nel 1716.
Al 1916 risale la fondazione nella chiesa della congregazione del Preziosissimo Sangue di Cristo, alla quale seguì la congregazione della Madonna della Salute (1944).
In seguito al terremoto del Belice del 1968, per riparare ai danni subiti della chiesa e del convento, venne iniziata l'attività di restauro, che durò dal 1975 al 1976.

## I Francescani Conventuali
I Frati Minori furono presenti ad Alcamo dal 1348 al 1866 per ritornarci poi nel 1962.
Cominciarono poi ad essere chiamati Conventuali, per decreto di Papa Innocenzo III del 1250.
Il convento, che nel 1612 si estendeva sul tratto del corso 6 aprile adiacente alla chiesa e a nord di esso, venne riedificato dove si trova oggi. Nel 1866 fu confiscato dal comune e diventò la sede del Convitto degli Artigianelli nel 1871, quindi ci fu la caserma dei carabinieri e nel 1946-47 la scuola media "N.Navarra"; in seguito i locali furono utilizzati dall'Istituto Professionale per l'Agricoltura, e oggi da un plesso della scuola primaria "Luigi Pirandello".
I Padri Francescani vi hanno fatto ritorno nel 1962: essi hanno avuto in affidamento la chiesa, divenuta parrocchia nel 1969, e hanno a disposizione alcune stanze.

## Descrizione
L'interno della chiesa è ad una navata, con volta a botte, e con una cappella laterale dedicata all'Immacolata Concezione. e otto altari. Il campanile annesso alla chiesa e il portale sono le parti che sono rimaste immutate rispetto al progetto originale.

Gli edifici attigui alla chiesa sono il chiostro francescano e l'Oratorio della "Compagnia dell'Immacolata", fondata nel 1596 e costituita da "gente civile", "professori e sacerdoti".

## Opere
All'interno della chiesa si trovano le seguenti opere:
- Sull'altare maggiore: tela del 1677 di Andrea Carrera raffigurante San Francesco d'Assisi che chiede l'Indulgenza della Porziuncola.[7]
- Primo altare sulla sinistra: ancona in marmo intitolata Madonna col Bambino, ritenuta probabile opera di Giacomo Gagini (1568).[10]
- Secondo altare sulla sinistra: la Purità, statua lignea d'autore ignoto
- Terzo altare sulla sinistra: san Francesco d'Assisi, statua in legno di Giuseppe Ospedale (1933)
- Quarto altare sulla sinistra: San Marco, statua in marmo bianco di Antonello Gagini del 1520.[8][11]
- Quinto altare sulla sinistra: Crocifisso in legno del "Preziosissimo Sangue" (opera di ignoto autore del '600), al quale è fissata una tela ovale raffigurante l'Addolorata, attribuita al pittore alcamese settecentesco Giuseppe Renda.[12]
- lato destro dell'abside: tela del XVII secolo raffigurante la Madonna della Mercede, in colloquio con un cardinale e con attorno un gruppo di uomini di colore
- Primo altare a destra (dopo la Cappella dell'Immacolata): statua di san Massimiliano Kolbe
- Secondo altare a destra: Sant'Antonio, statua in legno d'ignoto autore
- Terzo altare a destra: dipinto su tela dedicato alla Madonna della Salute, opera del sacerdote Francesco Alesi (1942)
- Quarto altare a destra: statua in marmo raffigurante Santa Maria Maddalena scolpita da Antonello Gagini nel 1520,[13] che riporta alla sua base lo stemma della famiglia Scalisi, che commissionò l'opera. La statua si trovava originariamente in una cappella a destra dell'ingresso della chiesa, dove fu poi costruita la Cappella dell'Immacolata, per cui fu successivamente spostata.

Inoltre sulle pareti in alto della navata ci sono 4 dipinti: due rappresentano San Francesco e le altre due, santa Chiara e san Bonaventura.
Nella Cappella dell'Immacolata è presente il dipinto raffigurante l'Immacolata, di Giuseppe Carrera, realizzato nel 1610 e restaurato nel 1980. Nella stessa cappella fino al 1884 erano presenti 34 quadri dei santi, che vennero aggiunti nel 1613 grazie ai confratelli della Compagnia dell'Immacolata Concezione, che su ciascuno di essi avevano fatto scrivere il proprio nome.

In una nicchia della cappella è presente inoltre la statua lignea di Maria Santissima Immacolata, scolpita nel 1695 dallo scultore trapanese Ignazio Ingrassia.

Nella cappella sono presenti inoltre quattro quadri realizzati da Rosalino la Mattina che raffigurano i momenti salienti della Concezione di Maria e un altare in marmo realizzato nel 1951 dal castellammarese Giovan Battista Di Girolamo. Infine, all'interno dell'Oratorio è collocato un quadro realizzato nel 1888 dal pittore alcamese Nicolò Pizzitola che raffigura San Benedetto Giuseppe Labre.
Nel convento si trovano due dipinti ovali con l'Ecce Homo e l'Addolorata (probabilmente del XVIII secolo). 

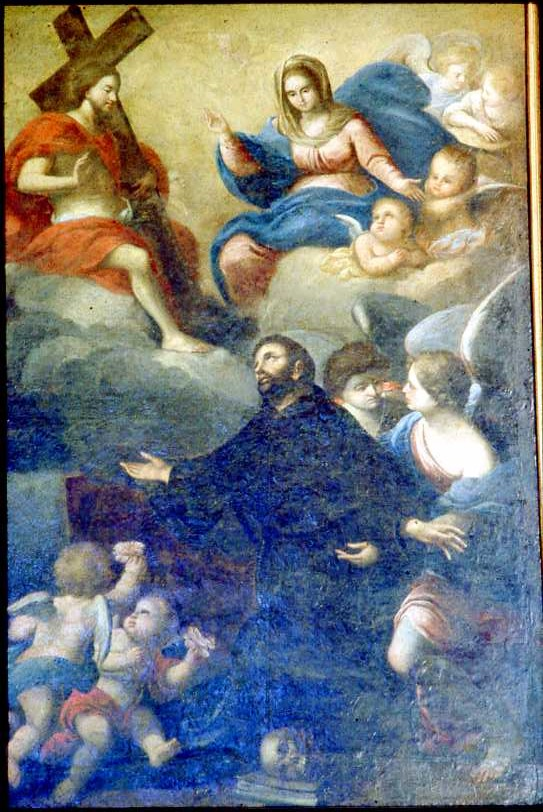
Dipinto dell'Indulgenza della Porziuncola
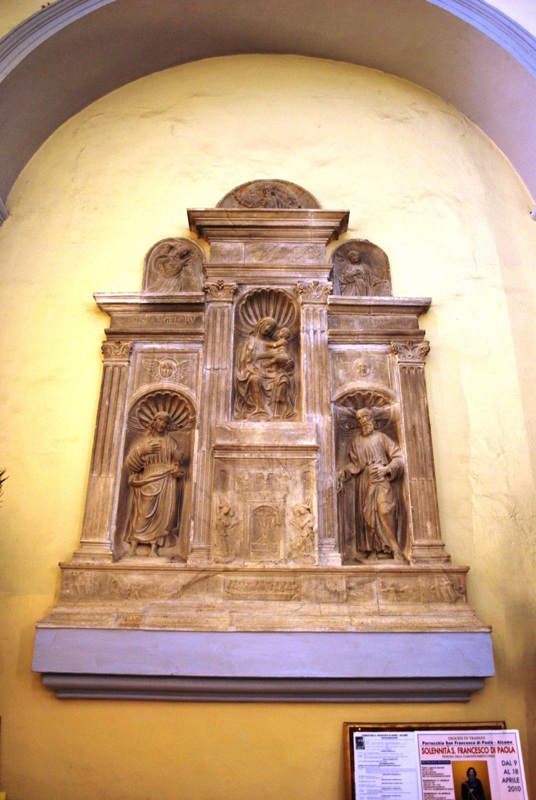
Ancona in marmo della Madonna col Bambino
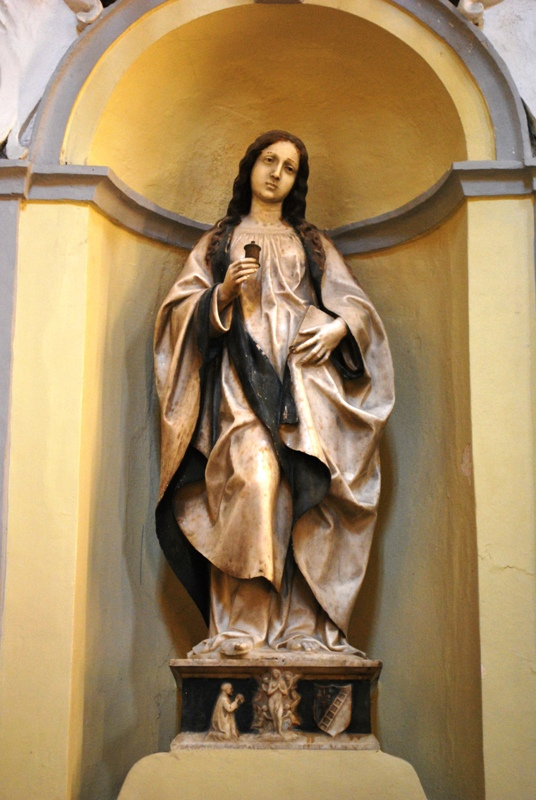
Statua della Maddalena
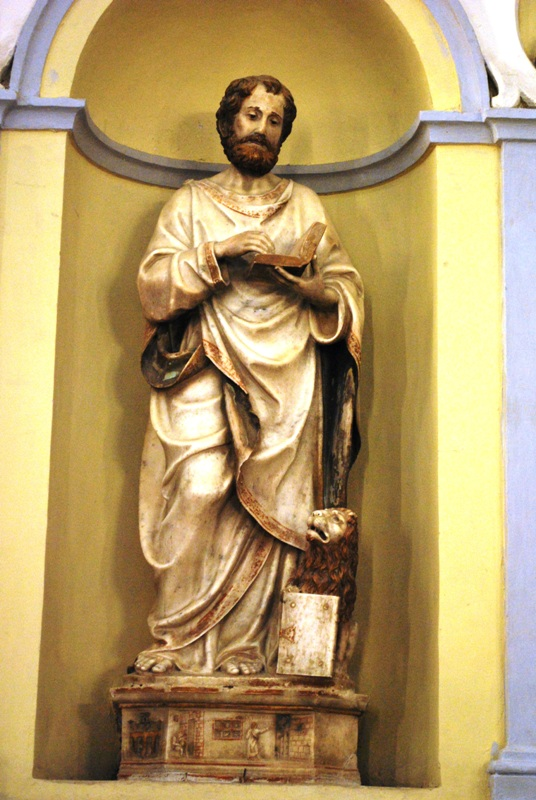
Statua di San Marco
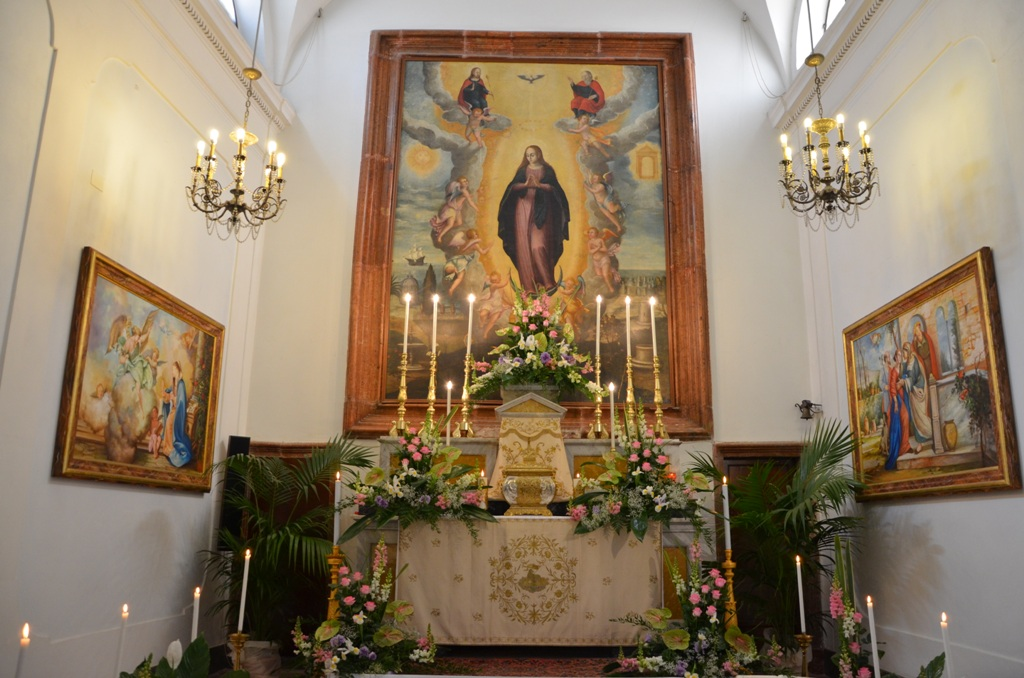
Cappella dell'Immacolata
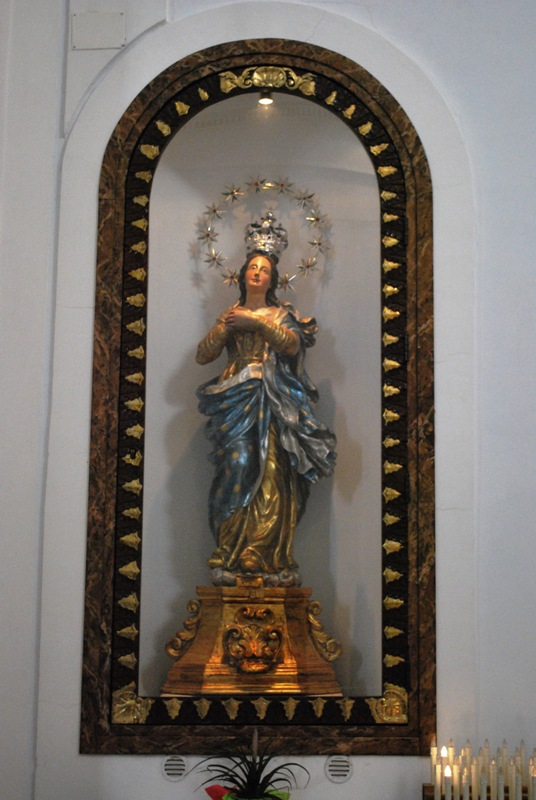
Statua lignea di Maria Santissima Immacolata
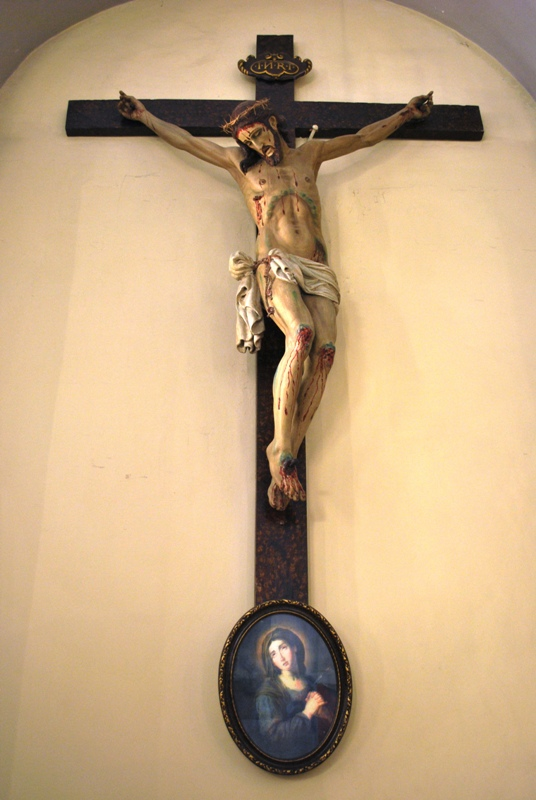
Crocifisso del Preziosissimo Sangue
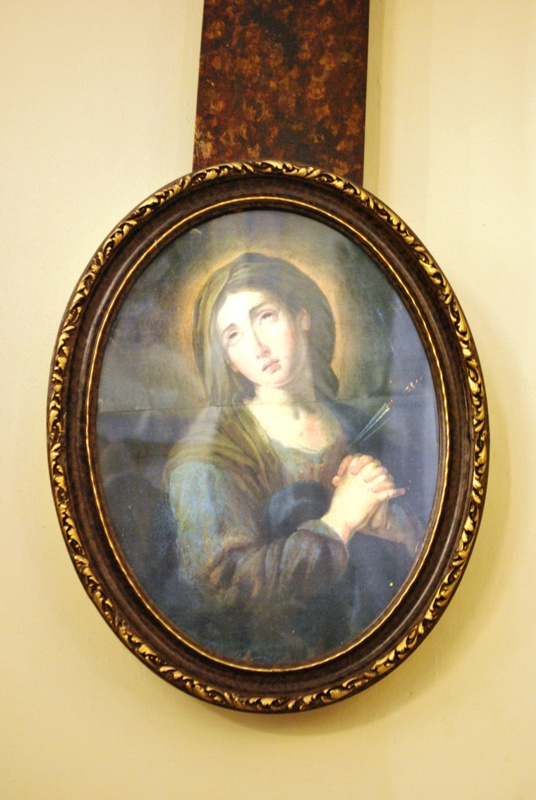
Addolorata, opera di Giuseppe Renda (attribuita)